# Amager Floorball Klub
Amager Floorball Klub (AFK) er en københavnsk floorballklub. Klubben blev stiftet den 28. juli 2011 som helt ny forening.
Klubben har administration i København. For en midlertidig periode er klubben tillige inviteret til at træne med i Korsgadehallen, Nørrebro, sammen med Floorball Fællesskabet København (FFK) og ligeledes hos Søværnets Idræts Forening (SIF), i Søværnets sportshal, ude på Holmen. 
Klubben er optaget som B-medlem hos Floorball Danmark (DaFU) og deltager i Grand Prix-serien som faciliteres i samarbejde med DaFU og øvrige lokale floorballforeninger i Kreds Øst. I sæson 2012-2013 vil klubben blive optaget som A-medlem og deltage i Fat Pipe (officiel national cup), og befinde sig i Danmark turneringen's 3 division øst.
Klubben drives ulønnet af frivillige og er demokratisk opbygget. Således er foreningen også godkendt som folkeoplyst forening hos Københavns Kommune. Træner i klubben er Geert Martin Jensen.
Sæson 2012-2013:
Ligaplacering nummer 1, med 11 sejr i 14 kampe.
Fat pipe Pokalturnering (1 runde) AFK tabte imod Herlev FC med 0-1.
Holdkort:
Målmand:
Jan Møller (G)
Casper Dreier (G)
Back:
Christian Just
Nicolai Frobøse (C)
Theis Mouritsen
Jesper Morgenstjerne
Lars Scrubbers
Kenneth Enevoldsen
Bjørn Egebjerg
Rasmus Juul
Anders Geldsted
Center/wings:
Geert Jensen
Laus Jensen
Andreas Eliasson
Rasmus Hein
Nicklas Hein
Marco Pedersen
Petter Thørne
Søren Qvist
Bjarne Lauritsen